# Togo ai Giochi della XXXII Olimpiade
Il Togo ha partecipato ai Giochi della XXXII Olimpiade, che si stanno svolgendo a Tokyo, Giappone, dal 23 luglio all'8 agosto 2021 (inizialmente previsti dal 24 luglio al 9 agosto 2020 ma posticipati per la pandemia di COVID-19) con quattro atleti, tre uomini e una donna.
Si è trattato della undicesima partecipazione di questo paese ai Giochi estivi.

## Delegazione
| Sport            | Uomini | Donne | Totale |
| ---------------- | ------ | ----- | ------ |
| Atletica leggera | 1      | -     | 1      |
| Canottaggio      | -      | 1     | 1      |
| Nuoto            | 1      | -     | 1      |
| Tennistavolo     | 1      | -     | 1      |
| Totale           | 3      | 1     | 4      |

## Risultati

### Atletica leggera
| Q | Qualificato al turno successivo per la posizione in qualificazione                                                           |
| q | Qualificato per il turno successivo per ripescaggio o, negli eventi su campo, conquistando la misura minima per qualificarsi |

Maschile
Eventi su pista e strada
| Atleta        | Evento      | Batterie preliminari | Batterie preliminari | Batteria  | Batteria  | Semifinale      | Semifinale      | Finale          | Finale          |
| Atleta        | Evento      | Risultato            | Posizione            | Risultato | Posizione | Risultato       | Posizione       | Risultato       | Posizione       |
| ------------- | ----------- | -------------------- | -------------------- | --------- | --------- | --------------- | --------------- | --------------- | --------------- |
| Fabrice Dabla | 100 m piani | 10.57                | 2º Q                 | dq        | dq        | non qualificato | non qualificato | non qualificato | non qualificato |

### Canottaggio
| FA   | Qualificato in finale A (per le medaglie)     |
| FB   | Qualificato in finale B (non per le medaglie) |
| FC   | Qualificato in finale C (non per le medaglie) |
| FD   | Qualificato in finale D (non per le medaglie) |
| FE   | Qualificato in finale E (non per le medaglie) |
| FF   | Qualificato in finale F (non per le medaglie) |
| SA/B | Semifinali A/B                                |
| SC/D | Semifinali C/D                                |
| SE/F | Semifinali E/F                                |
| QF   | Qualificato ai quarti di finale               |
| R    | Ripescaggio                                   |

| Atleta        | Evento            | Batteria | Batteria  | Ripescaggio | Ripescaggio | Semifinali | Semifinali | Finale  | Finale    |
| Atleta        | Evento            | Tempo    | Posizione | Tempo       | Posizione   | Tempo      | Posizione  | Tempo   | Posizione |
| ------------- | ----------------- | -------- | --------- | ----------- | ----------- | ---------- | ---------- | ------- | --------- |
| Claire Ayivon | Singolo femminile | 8'48"07  | 5ª R      | 9'04"23     | 4ª SE/F     | 9'15"29    | 4ª FF      | 8'44"42 | 31ª       |

### Nuoto
| Atleta           | Gara                       | Batterie | Batterie | Semifinali      | Semifinali      | Finale          | Finale          |
| Atleta           | Gara                       | Tempo    | Pos.     | Tempo           | Pos.            | Tempo           | Pos.            |
| ---------------- | -------------------------- | -------- | -------- | --------------- | --------------- | --------------- | --------------- |
| Mawupemon Otogbe | 50 m stile libero maschili | 25"68    | 57       | non qualificato | non qualificato | non qualificato | non qualificato |

### Tennistavolo
| Atleta      | Evento           | 64-esimi        | 64-esimi | 32-esimi        | 32-esimi        | 16-esimi        | 16-esimi        | Ottavi di finale | Ottavi di finale | Quarti di finale | Quarti di finale | Semifinali      | Semifinali      | Finale          | Finale          | Classifica      |
| Atleta      | Evento           | Avver.          | Punt.    | Avver.          | Punt.           | Avver.          | Punt.           | Avver.           | Punt.            | Avver.           | Punt.            | Avver.          | Punt.           | Avver.          | Punt.           | Classifica      |
| ----------- | ---------------- | --------------- | -------- | --------------- | --------------- | --------------- | --------------- | ---------------- | ---------------- | ---------------- | ---------------- | --------------- | --------------- | --------------- | --------------- | --------------- |
| Dodji Fanny | Singolo maschile | A. Gaćina (CRO) | P 0-4    | non qualificato | non qualificato | non qualificato | non qualificato | non qualificato  | non qualificato  | non qualificato  | non qualificato  | non qualificato | non qualificato | non qualificato | non qualificato | non qualificato |